# Aftenbøn
Aftenbøn is een lied gecomponeerd door Agathe Backer-Grøndahl. Ze schreef het voor de verzamelband Nordiske Sange, uitgegeven door Det Nordiske Forlag uit Kopenhagen, de muziekuitgeverij van Henrik Hennings. Dat liederenalbum werd gevuld met muziek van voornamelijk Deense componisten als Niels Gade en Emil Sjögren. Agathe Backer-Grøndahl zorgde samen met Edvard Grieg (Min Lille fugl, hvor flyver du?) en Christian Sinding (met Perler) voor de Noorse inbreng. Backer-Grøndahl gebruikte een tekst van Henrik Wergeland.